# Листерфилд (парк)
Листерфилд (англ. Lysterfield Park) — национальный парк, расположенный в районе Большого Мельбурна в штате Виктория (Австралии). Основан в 1981 году. Площадь парка составляет 13,98 км². Расположен в 30 км к юго-востоку от центрального делового района Мельбурна, рядом с пригородом Листерфилд в городе Кейси. В сочетании с соседним Национальным парком Черчилл эти два парка занимают 1668 га в долине и хребте Данденонг, которые являются убежищем для местных птиц, млекопитающих и рептилий и предоставляют возможности для отдыха.

## История
Парк Листерфилд был создан после вывода из эксплуатации водохранилища Листерфилд, построенного в 1936 году, и передачи его водосбора под управление тогдашней Службы национальных парков в 1979 году. Парк был официально открыт 19 мая 1981 года с площадью 1151 га и расширен в 1984, 1988, 1995 и 1997 годах.

## Туризм
Листерфилд-парк был местом проведения соревнований по катанию на горных велосипедах на Играх Содружества 2006 года.
Парк имеет широкий спектр трасс, подходящих для катания на кросс-кантри и горных велосипедах. Трассы хорошо обозначены и дают чёткое представление об уровне сложности, который они представляют для гонщика. Расположение, диапазон и разнообразие трасс и природной среды Листерфилда делают его одним из самых известных мест для горных велосипедов недалеко от Мельбурна.